# Чентурионе, Андреа
Андреа Чентурионе-Пьетрасанта (итал. LAndrea Centurione Pietrasanta; Генуя, 1471 — Генуя, 1546) — дож Генуэзской республики.

## Биография
Сын Таддео Чентурионе Пьетрасанта, уважаемого и известного врача Медицинского колледжа Генуи, и Бартоломеи Мариолы, родился в Генуе около 1471 года. После получения образования Андреа пошел по стопам отца и занялся медициной.
Был женат на некой Виоланте, ее фамилию хроники не сохранили. Андреа был последним прямым потомком семьи Пьетрасанта, объединившейся с родом Чентурионе.
После службы на различных должностях государственной жизни в 1537 году Андреа был назначен прокурором вместе с Джованни Баттиста Леркари, будущим дожем в 1563-1565 годах. 4 января 1543 года сменил Леонардо Катанео делла Вольта на посту дожа, 53-м в истории Генуи.
Среди наиболее важных его мероприятий следует отметить реконструкцию в 1543 году маяка Генуи, которая финансировалась за счет Банка Сан-Джорджо: маяк серьезно пострадал от бомбардировки со стороны генуэзских повстанцев во время французского вторжения в 1513 году.
Правление Андреа закончилось 4 января 1545 года с назначением его преемником Джованни Баттиста де Форнари. Он умер в Генуе вскоре после окончания мандата, в 1546 году. Его тело было погребено в церкви Сант-Агостино.